# Hip Hug-Her
Hip Hug-Her är ett musikalbum av Booker T. & the M.G.'s som lanserades 1967 på Stax Records. Albumet blev en av gruppens största framgångar, mycket tack vare gruppens egenskrivna titelspår och deras cover på "Groovin' " som både blev amerikanska hitsinglar. Det är bara gruppens debutalbum Green Onions och julablbumet In the Christmas Spirit som nått högre position än detta album på Billboard-listan. Albumets skivomslag visar en kvinna iförd modutstyrsel.

## Låtlista
(kompositör inom parentes)
1. "Hip Hug-Her" (Steve Cropper, Donald "Duck" Dunn, Al Jackson Jr., Booker T. Jones) – 2:22
2. "Soul Sanction" (Cropper, Dunn, Jackson, Jones) – 2:30
3. "Get Ready" (Smokey Robinson) – 2:45
4. "More" (Riz Ortolani, Nino Oliviero) – 2:55
5. "Double or Nothing" (Cropper, Dunn, Jackson, Jones) – 2:51
6. "Carnaby St." (Cropper, Dunn, Jackson, Jones) – 2:14
7. "Slim Jenkins' Place" (Cropper, Dunn, Jackson, Jones) – 2:25
8. "Pigmy" (Mel Brown, Billy Larkin, Henry Swarn) – 3:55
9. "Groovin' " (Eddie Brigati, Felix Cavaliere) – 2:40
10. "Booker's Notion" (Cropper, Dunn, Jackson, Jones) – 2:25
11. "Sunny" (Bobby Hebb) – 3:24

## Listplaceringar
- Billboard 200, USA: #35[1]